# Gelis speciosus
Gelis speciosus är en stekelart som först beskrevs av Hellen 1949.  Gelis speciosus ingår i släktet Gelis och familjen brokparasitsteklar. Inga underarter finns listade i Catalogue of Life.